# Jakob Lindström
Carl Jakob Gustaf Lindström, född den 14 juni 1993, är en svensk fotbollsspelare som spelar för Ahlafors IF. 

## Karriär
Lindströms moderklubb är Ahlafors IF. Som 14-åring gick han över till Örgryte IS. Redan under sin debutsäsong i Örgryte IS A-lag 2011 tog Lindström en ordinarie plats på mittfältet. Han fick därefter utmärkelsen "Morgondagens stjärna" som går till säsongens bästa unga spelare i Division 1 både 2011 och 2012. Lindström spelade från och med omgång två i Söderettan 2012 med ÖIS i tröja nummer 125 som en symbol för att Örgryte IS samma år firade 125-årsjubileum som förening.
Lindström tog inför säsongen 2013 över lagkaptensbindeln från den mer rutinerade David Leinar.
Den 17 november 2016 värvades Lindström av BK Häcken, där han skrev på ett ettårskontrakt med option på ytterligare tre år. Efter en säsong i BK Häcken återvände Lindström till Örgryte IS den 11 december 2017.
Den 18 december 2019 värvades Lindström av norska Fredrikstad, där han skrev på ett tvåårskontrakt. I juni 2021 förlängde Lindström sitt kontrakt i klubben fram över säsongen 2023. Inför säsongen 2023 återvände han till moderklubben Ahlafors IF.